# Ortignano
Ortignano è il capoluogo del comune di Ortignano Raggiolo, nel Casentino. Costituì un comune autonomo fino al 1873, anno in cui il suo territorio fu unito a quello di Raggiolo per formare il nuovo comune. Il suo territorio aveva una superficie di circa 18 km² e comprendeva, oltre al capoluogo, le frazioni di Badia a Tega, Frassina ed Uzzano Casentinese e confinava con i comuni di Raggiolo, Poppi, Bibbiena e Castel Focognano.

## Storia

### Simboli
Lo stemma comunale di Ortignano era costituito da un leone rampante in campo d'argento, con il corpo fasciato dall'inquartato decussato d'argento e di rosso, arme antica dei conti Guidi, antichi feudatari del castello.

## Monumenti e luoghi d'interesse
- Chiesa dei Santi Margherita e Matteo